# Goniostemma punctatum
Goniostemma punctatum là một loài thực vật thuộc họ Apocynaceae. Đây là loài đặc hữu của Trung Quốc.